# レーガン・ウェア
レーガン・ウェア（Regan Ware、1994年8月7日 - ）は、ニュージーランドのラグビー選手。

## プロフィール
- ニュージーランド・トコロア出身[1]。
- ポジションはウィング(WTB)。
- 身長 188cm、体重 89kg
- マオリ・オールブラックスに選ばれたことがある[2]。

## 略歴
2016年、リオ五輪の7人制ニュージーランド代表に選ばれた。
2021年、東京五輪の7人制ニュージーランド代表に選ばれて銀メダル獲得。
2024年、パリ五輪の7人制ニュージーランド代表に選ばれた。